# Schönenbuch (Zwitserland)
Schönenbuch is een gemeente en plaats in het Zwitserse kanton Basel-Landschaft, en maakt deel uit van het district Arlesheim.
Schönenbuch telt 1.414 inwoners.